# أوغستين باوس
أوغستين باوس (بالنرويجية البوكمول: Augustin Paus)‏ هو مهندس ورئيس تنفيذي وشخصية أعمال نرويجي، ولد في 22 يوليو 1881 في كريستيانية ‏ في النرويج، وتوفي في 20 سبتمبر 1945.